# ファネル分析

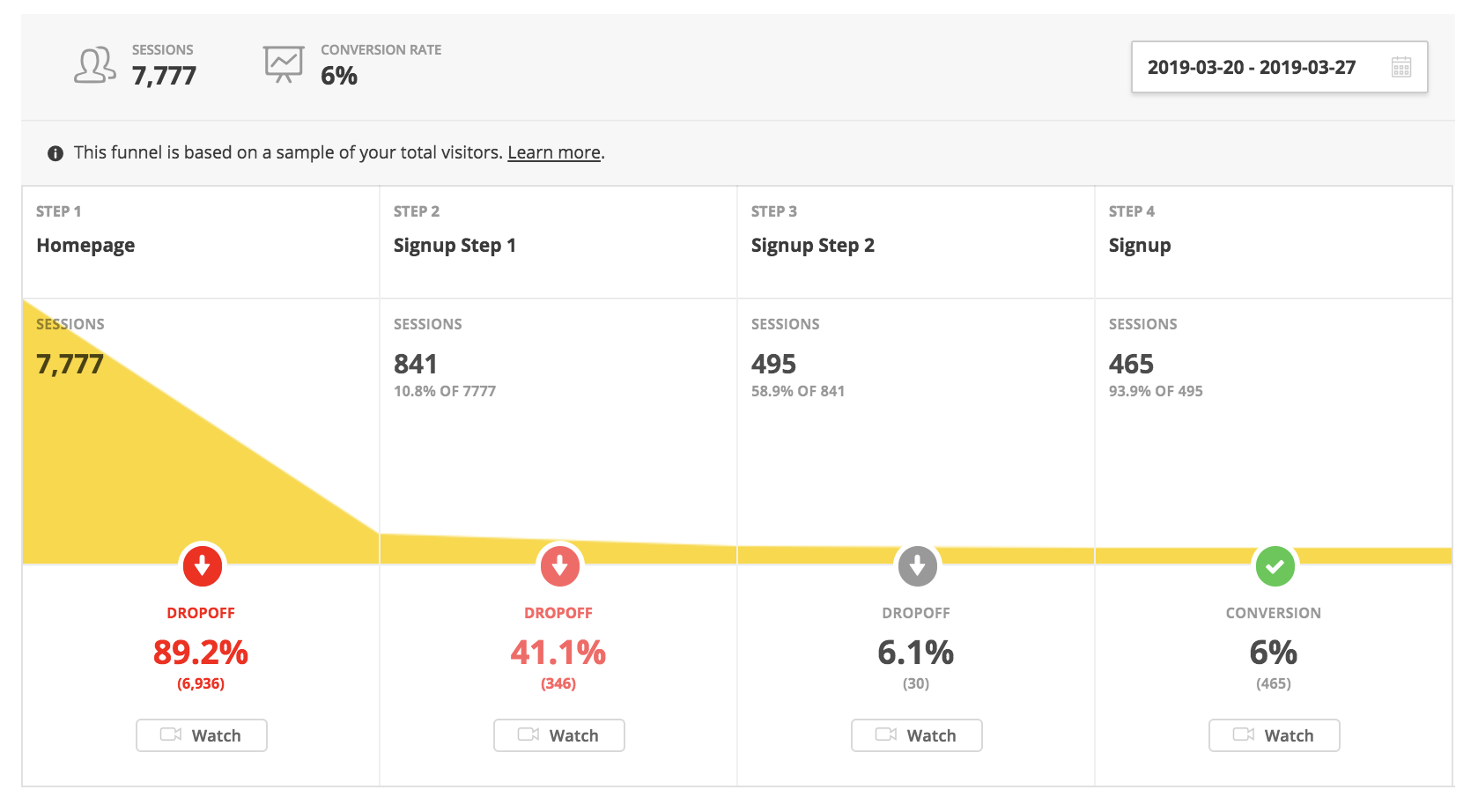
ファネル視覚化視覚化の例

ファネル分析 (英: funnel analysis) は、オンライン広告で広告の露出から購入までの道のりや、ユーザーがモバイルアプリを閲覧してeコマースのプラットフォームに至り購入で完結するフローなど、定義された目標につながる一連のイベントのマッピングと分析を行う手法である。目標到達プロセス分析と呼ばれることもある。ファネル分析は、「特定のユーザーの行動に関するコンバージョン率 (CVR) を計算する効果的な方法である 。」目標には、販売、登録、オーディエンスからの何らかのアクションなどを設定、また工学界で製品開発の設計段階において発注者の状況分析に応用した例がある。
用語としての「ファネル分析」は、キッチンにある漏斗 (ファネル) と形が似ていることに由来する。漏斗は、先に行くにつれて狭くなり、通過する量が少なくなる。同様に、分析ファネルを#視覚化すると、最初はたくさんの個人が入るが、最終目標に到達するのはごく一部となる実態の理解を助ける。

## 適用例
ファネル分析により、特定のファネルのコンバージョン率とユーザー離脱率を計算し、原因を理解することで、目標に到達させるプロセスを改善するための実用的な洞察を引き出すことができる。たとえば購入や登録を行うために、実際にファネルの最後に到達したユーザーの数と、そうでないユーザーの数を比較する。
ファネルを継続的に監視および分析することで、アプリケーションまたはプラットフォームへの変更がコンバージョンにプラスの影響を及ぼしているかどうかを評価できる。たとえば、プラットフォームにアクセスして登録ファネルに入るユーザーの10％だけが、実際に登録を完了しているとする。ファネル分析プロセスを使用すると、ファネル内の設定や機能を微調整して、その数が改善される理由を確認することができる。また、マーケティングキャンペーンを作成するときに、最初のイベントから製品の購入に至るまでユーザーを誘導するファネルを監視することで、キャンペーンがどの程度うまく機能しているかを分析することができる。 
ファネル分析は、ユーザーが離脱しているポイントを特定するのに役立つ。特定したら、なぜドロップしているのかを理解して、ドロップ率を減らし、全体的なコンバージョンを増やすことにつなげる。
Webサイト、 eコマースのプラットフォーム、アプリケーション、オンラインゲームを訪問した個人のうち、最終的に目標の実行まで到達するのはごく一部となるため、コンバージョン率を向上させる手段を見つけるにはファネル分析が有効に働く。

## 関連資料
- 堀公俊「第Ⅱ章 マーケティングのフレームワーク §ポジショニングマップ、4P、イノベーター理論、AIDMA、ファネル分析 ほか」『ビジュアル ビジネス・フレームワーク』第2版、日経BP　日本経済新聞出版〈日経文庫〉、日経BPマーケティング（販売）。